# Нёралак
Нёралак (также Нёралах) — пресноводное озеро в Красноярском крае России, располагается на юге Таймырского Долгано-Ненецкого района.
Озеро Нёралак имеет серповидную форму и находится на высоте 919 м над уровнем моря, занимая межгорную ложбину в северо-восточной части плато Путорана, в левобережье реки Аян, в 6 км к юго-востоку от озера Богатырь. Площадь Нёралака составляет 16,7 км², площадь водосборного бассейна — 182 км². Общая длина озера около 16,2 км, ширина варьируется от 360 м в самой узкой средней части до 2,1 км в центральном расширении. На севере из озера вытекает река Богатырь-Хуолу, относящаяся к бассейну моря Лаптевых. В озеро впадает река Бирус, а также несколько небольших рек и ручьёв. В годы с холодным летом лёд на озере сохраняется все лето, образуются лишь узкие (2–15 м), вытянутые вдоль берегов полыньи.
Западный и юго-западный берега крутые, покрытые тундрой. Восточный берег более пологий, местами заболочен. На западе возвышается гора Плоская высотой 1556 м.
В районе озера распространены мохово-лишайниково-осоковые, мохово-лишайниково-кустарничковые, мохово-осоково-разнотравные тундры. Из птиц здесь встречаются пуночка, лапландский подорожник, чёрнозобая гагара, большой крохаль, азиатская бурокрылая ржанка, золотистая ржанка, галстучник, хрустан, сибирский пепельный улит, кулик-воробей, песочник-красношейка, белохвостый песочник, полярная крачка, тундряная куропатка, гольцовый конёк, краснозобый конёк и другие виды.
Код водного объекта в государственном водном реестре — 17040100111117600000755.